# (68947) Brunofunk
(68947) Brunofunk (2002 PW156) – planetoida z grupy pasa głównego asteroid okrążająca Słońce w ciągu 4,61 lat w średniej odległości 2,77 j.a. Odkryta 8 sierpnia 2002 roku.